# Diplodina eurhododendri
Diplodina eurhododendri är en svampart som beskrevs av W. Voss 1887. Diplodina eurhododendri ingår i släktet Diplodina och familjen Gnomoniaceae.   Inga underarter finns listade i Catalogue of Life.